# Kandertal
Kandertal är en dal i Schweiz.   Den ligger i kantonen Bern, i den centrala delen av landet, 50 km söder om huvudstaden Bern.
Trakten runt Kandertal består i huvudsak av gräsmarker. Runt Kandertal är det ganska glesbefolkat, med 25 invånare per kvadratkilometer.